# Station Ludvika
Station Ludvika is een spoorwegstation in de Zweedse stad Ludvika. Het station ligt aan de Bergslagsbanan en is het eindpunt van de Bergslagspendeln. 

## Fotogalerij

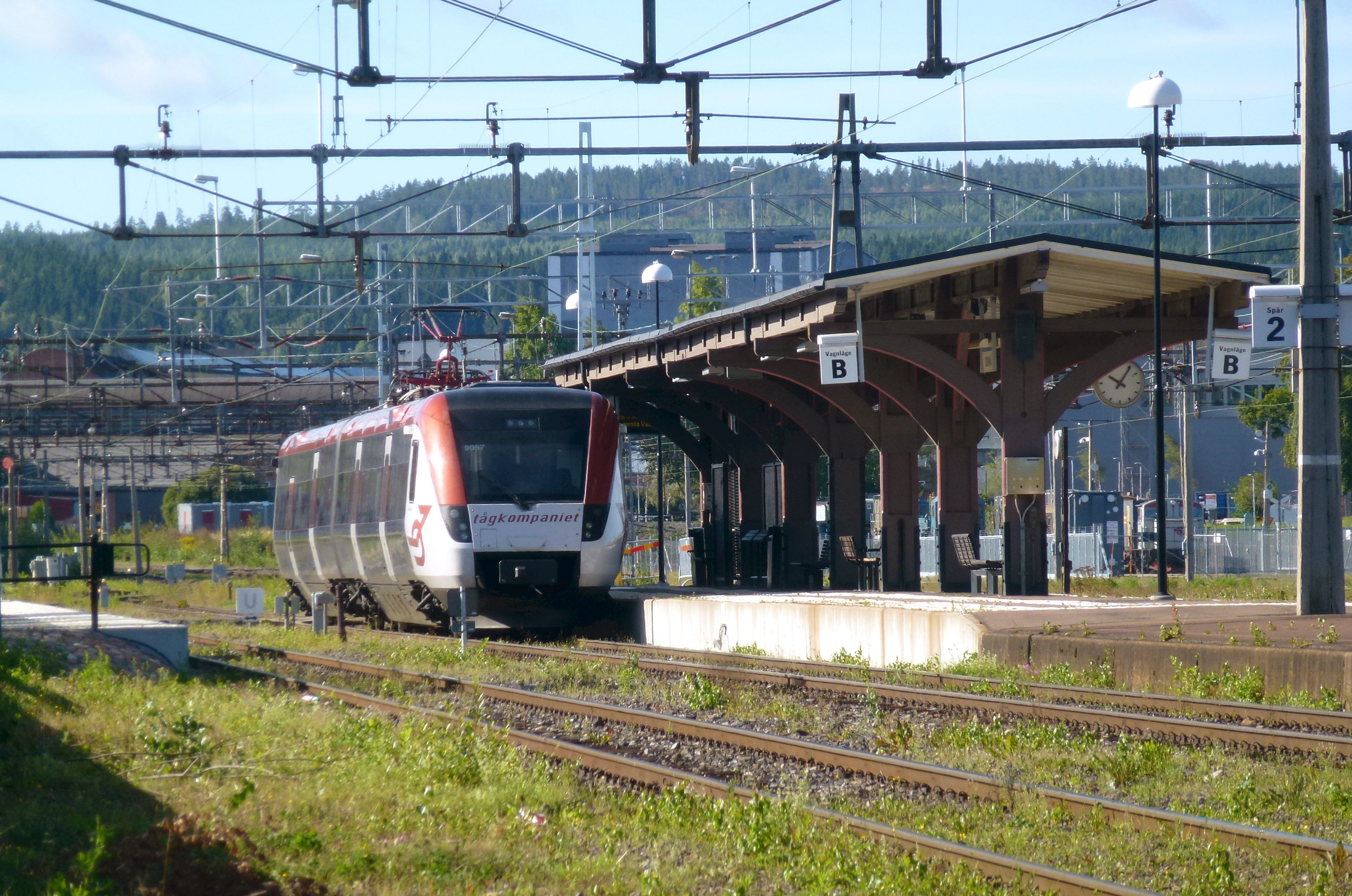
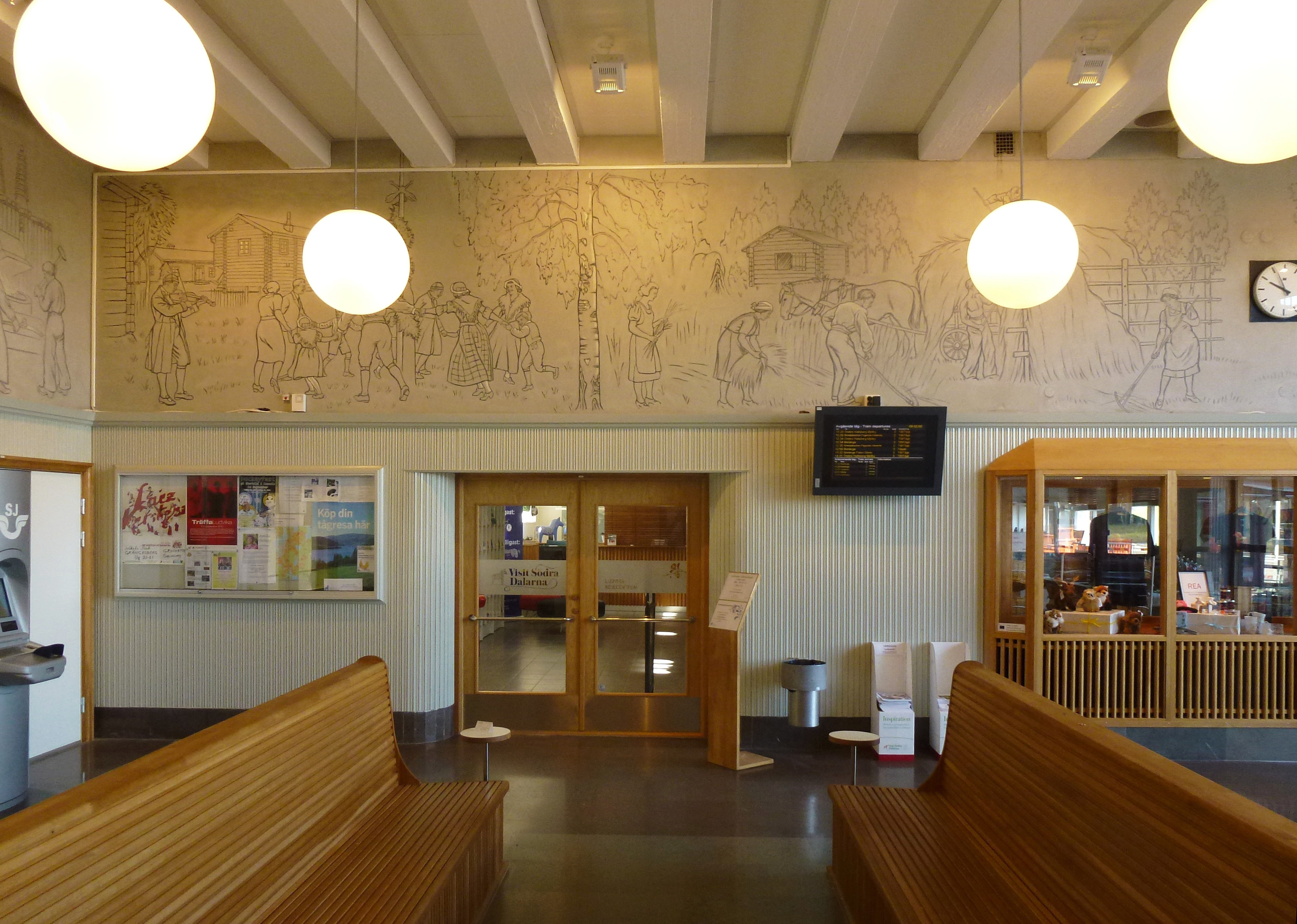
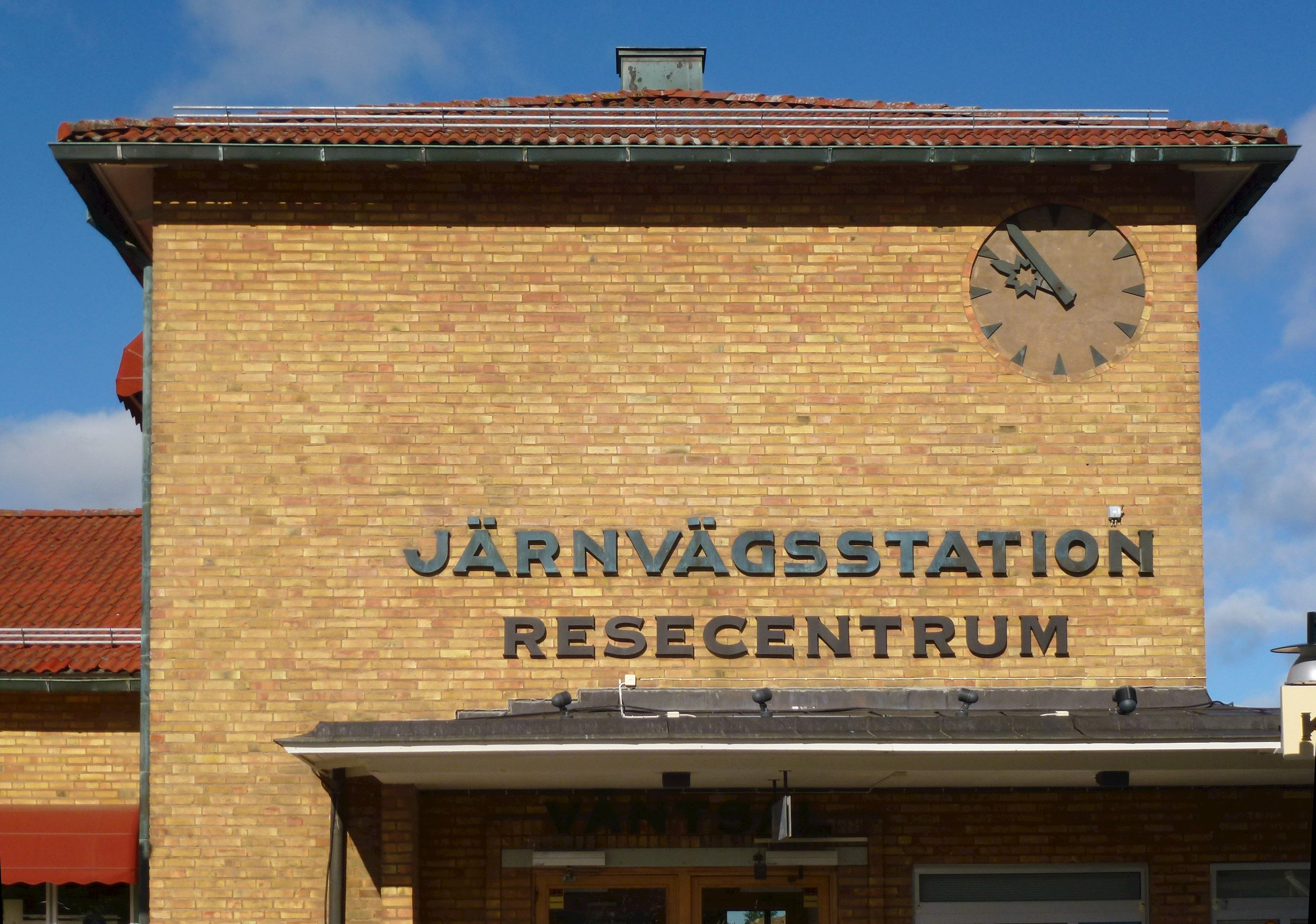
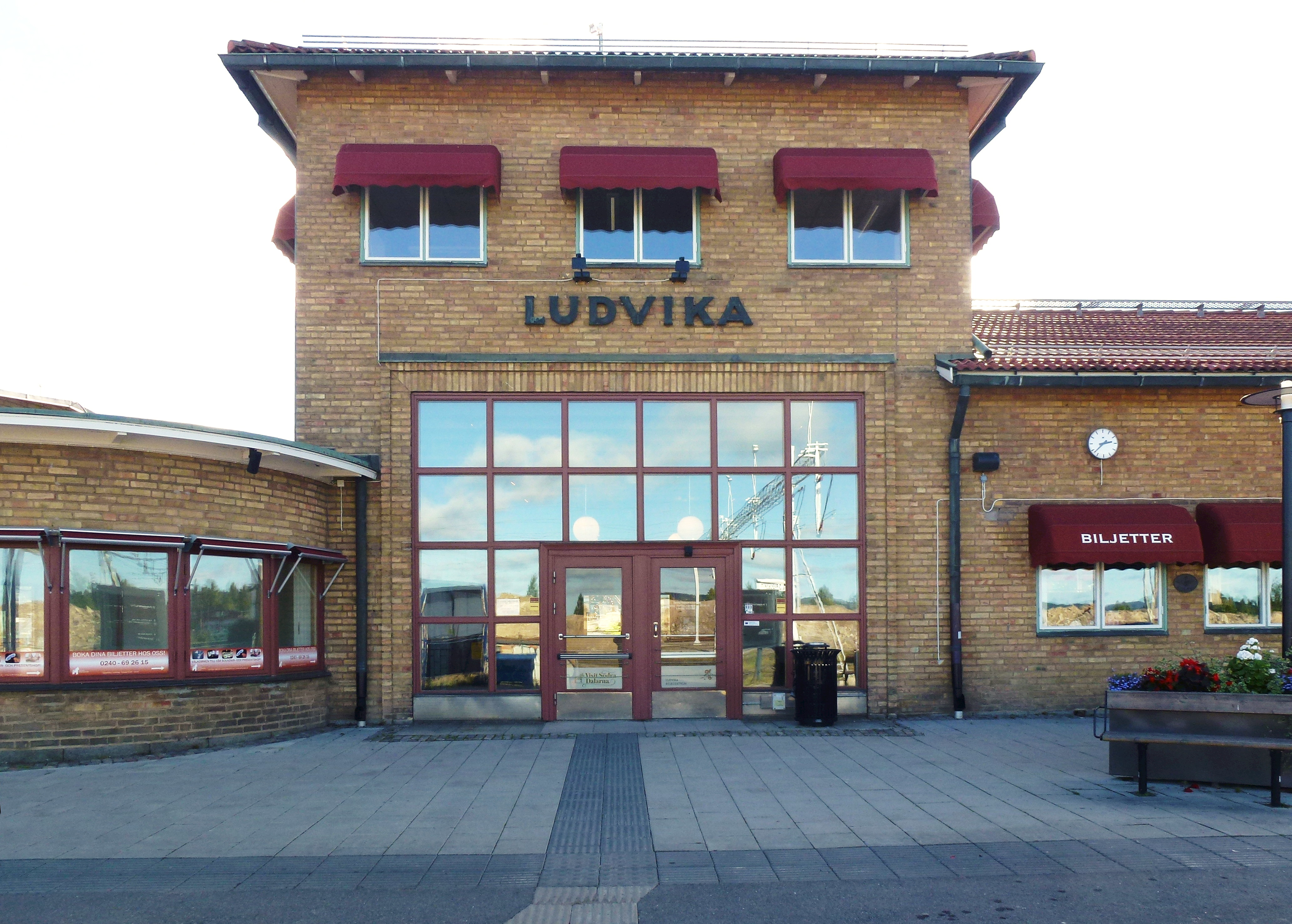

## Verbindingen
| Serie | Treinsoort        | Route | Bijzonderheden                                                       |
| ----- | ----------------- | --- | -------------------------------------------------------------------- |
| 53    | Stoptrein (TÅGK)  | Gävle – Sandviken – Storvik – Hofors – Falun – Borlänge – Ludvika – Grängesberg – Ställdalen – Kopparberg – Storå – Lindesberg – Frövi – Örebro – Örebro Södra – Kumla – Hallsberg – Motala – Mjölby                    | Vaak slechts een deel van het traject.                               |
| 75    | Stoptrein (TÅGAB) | Falun – Borlänge – Ludvika – Kristinehamn – Karlstad – Kil – Säffle – Trollhättan – Göteborg | Stopt beperkt op de stations Nässundet en Grums.                     |
| 55    | Stoptrein (TÅGK)  | (Borlänge – ) Ludvika – Smedjebacken – Söderbärke – Vad – Fagersta Norra – Fagersta – Ängelsberg – Virsbo – Ramnäs – Surahammar – Hallstahammar – Dingtuna – Västerås ( – Enköping – Barkarby – Sundbyberg – Stockholm) | Alleen buiten werkdagen vanuit Borlänge door tot Stockholm Centraal. |